# Facundo Cabral
Rodolfo Enrique Facundo Cabral, část kariéry vystupující pod jménem El Indio Gasparino (22. května 1937, La Plata — 9. července 2011, Guatemala City) byl argentinský folkový zpěvák, písničkář a politický aktivista. Jeho písně kombinovaly mysticismus a volání po sociální spravedlnosti. Jeho nejslavnější písní je No soy de aquí, ni soy de allá. Nazpíval ji v roce 1970 a dočkala se řady coververzí, mimo jiné i od Julio Iglesiase a Neila Diamonda. Roku 1976 Cabrala ze země vyhnal vojenský puč. Uchýlil se do Mexika. Roku 1978 zahynula jeho žena a jednoroční dcerka při leteckém neštěstí u San Diega v USA. Do Argentiny se Cabral vrátil roku 1984. Pomohlo mu, že argentinská vláda po válce o Falklandy usilovala o vymýcení anglosaské hudby z rádií, která tak hledala domácí interprety. To z něj učinilo nejprve domácí, později i jihoamerickou hudební hvězdu. V roce 2011 byl v Guatemale zastřelen, když na jeho vůz vystříleli neznámí útočníci minimálně 20 kulek. Kolem této vraždy se vyrojilo mnoho spekulací. Podle jedné z verzí nebyl cílem útoku sám Cabral, ale jeho řidič, který se zapletl s podsvětím.